# 17222 Perlmutter
17222 Perlmutter este un asteroid din centura principală de asteroizi.

## Descriere
17222 Perlmutter este un asteroid din centura principală de asteroizi. A fost descoperit pe 2 februarie 2000 la Socorro, New Mexico, în cadrul proiectului LINEAR. Asteroidul prezintă o orbită caracterizată de o semiaxă mare de 2,55 ua, o excentricitate de 0,20 și o înclinație de 4,0° în raport cu ecliptica.